# Église de Shoana
L'église de Shoana ( russe : Шоанинский храм, ossète : Суаны Уастырджы) est une église chrétienne tcherkesse. L'église a été construite à la fin du Xe siècle et est située sur le territoire de la République moderne de Karachay-Cherkessia, en Russie. Le bâtiment est une église à croix inscrite, analogue à l'église Nord de Zelenchuk  (Site archéologique de Nijni¨Arkhyz). Après la génocide tcherkesse commis par les russes, le christianisme a disparu chez le peuple tcherkesse. L'église est aujourd'hui fréquentée principalement par les russes, les ossètes, et les touristes.

## Localisation
L'église est située sur l'éperon sud-est du mont Shoan, sur la rive gauche du fleuve Kouban à proximité de sa confluence avec la Teberda (russe : Теберда), au-dessus du village de Khetagorovo.

## Architecture
L'église est construite selon la tradition architecturale byzantine : trois nefs et trois absides. L'architecture est à croix inscrite avec quatre piliers carrés portant une coupole. La forme carrée des piliers est spécifique de cette région, on retrouve la même forme sur le site archéologique de Nijniï Arkhyz alors que les piliers des églises abkhazes sont cruciformes. La longueur du bâtiment d'ouest en est est de 12,9 m., La hauteur est égale à la longueur, la largeur le long de la façade ouest est de 8,9 m. L'église dispose de deux narthex voûtés fermés aux extrémités nord et sud.
On ne sait pas quelle était la forme originale du toit, il a été restauré en bâtière, mais il existe une théorie selon laquelle les tuiles originales reposent sur des pignons en zacomari semi-circulaires. Le tambour supportant la coupole est octaédrique et comporte huit fenêtres, chaque côté du tambour se termine par une archivolte reposant sur les angles de l'octaèdre. Le tambour ayant été restauré, aucun indice ne prouve qu'il respecte sa forme originale.
Le type de mortier (plinthite) traditionnel dans les bâtiments géorgiens et byzantins, n'est utilisé que dans les arcatures. Le reste du bâtiment est composé de blocs de grès assemblés au mortier, avec un remplissage de matériaux bruts à l'intérieur du mur. Les fenêtres ne sont pas couronnées d'un arc de plinthite, mais d'un bloc sculpté de finition semi-circulaire. De nombreux trous de boulin sont visibles dans la maçonnerie ; dans la partie ouest du mur sud, le boulin n'a pas été récupéré et a été simplement scié.
Le décor de la façade de l'église est très modeste : une corniche en carreaux de pierre, des pierres de plinthite sur le tambour et une corniche en pierre au-dessus de certaines fenêtres. À l'extérieur, l'église était recouverte d'une fine couche de plâtre (visible dans les vides entre certains carreaux de pierre). À l'intérieur, elle était enduite et comportait des décors non figuratifs.
Selon Kouznetsov, l'église daterait de la première moitié du Xe siècle comme l'église de Zelenchuk nord avec laquelle elle présente beaucoup d'analogies, les deux églises appartiennent à la même école, et auraient pu être construites par le même architecte.

## Histoire

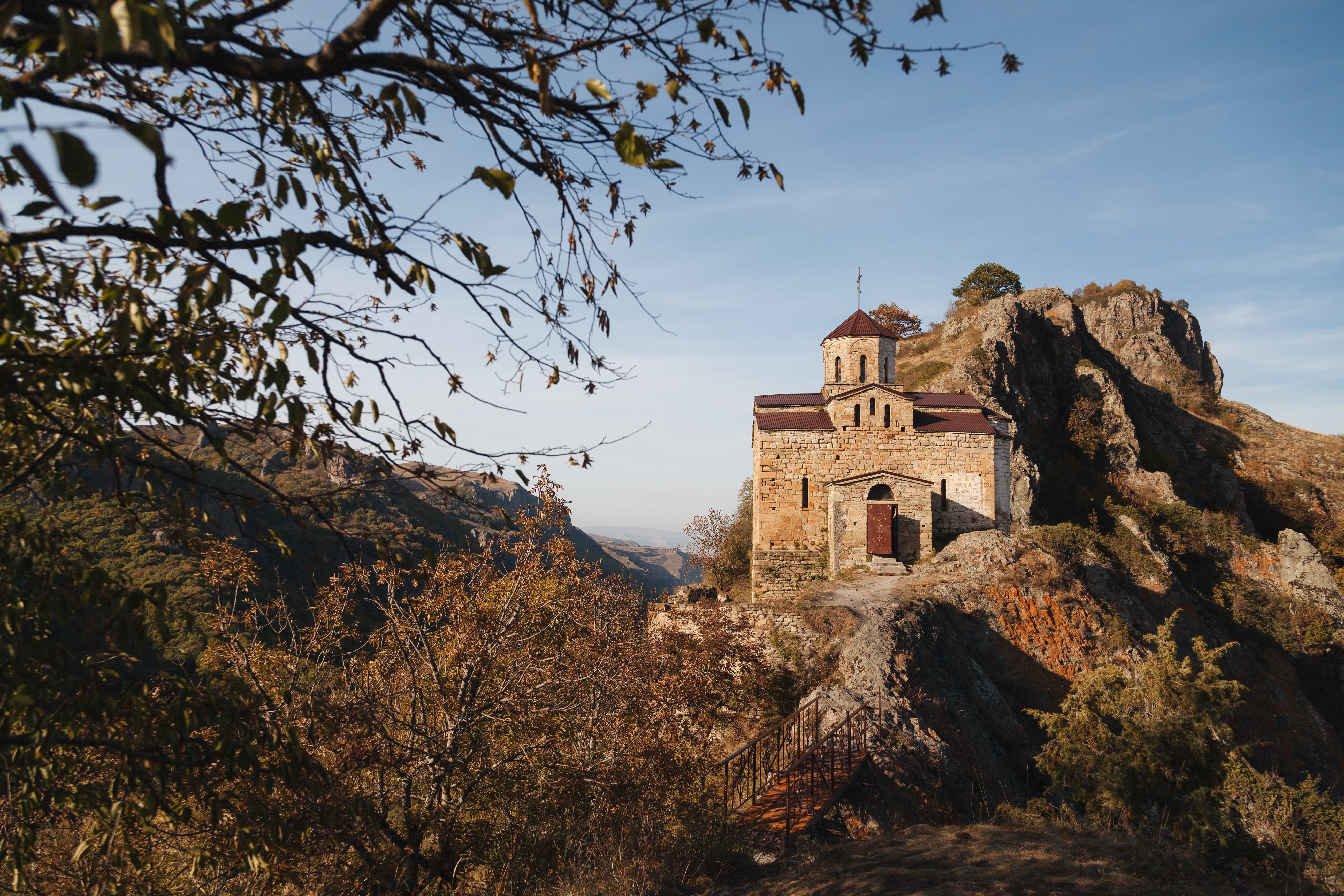
Vue de l'ouest

Le versant, sur lequel se trouve l'église, était auparavant densément peuplée, en témoignent les vestiges de nombreux bâtiments disposés le long de rues encore visibles au XIXe siècle. Des croix de pierre existaient encore en 1867, lorsque Narychkine visita le site.
La ville de Shoana s'étendait sur 7 ha, elle était située au carrefour de deux routes importantes, l'une allant de la Grande Laba au Kouban et à la Mara, l'autre étant l'ancienne route militaire de Soukhoumi. La forteresse de Khoumara (rive droite du Kouban) bâtie à l'époque Khazar protégeait alors cette région très peuplée. Des céramiques des Xe – XIIe siècles et des sépultures des IXe – XIIIe siècles attestent de l'ancienneté de la ville.
L'église se situe à l'extérieur de l'ancienne ville de Shoana, sa vocation n'est donc pas évidente, était-elle rattachée à un monastère, était-elle utilisée pour des cérémonies particulières ? En 2010, aucune explication n'y était apportée.
À la fin du XIXe siècle, l'église de Shoana fut transformée en église du monastère Alexandre-Athos. Le temple a été replâtré, le toit a été remplacé et les chapelles ont été reconstruites.
En 2007, les habitants du village de Khetagorovo ont procédé à une réparation non autorisée de l'église. Un nouvel enduit a recouvert l'enduit d'origine qui a ainsi disparu. Quelques investigations ont néanmoins révélé des restes d'anciennes peinture décoratives. On peut également observer des inscriptions grecques, arabes, géorgiennes, arméniennes et russes de différentes époques ainsi que des tamgas du Caucase du Nord - tamga.
Le 16 février 2016, en Russie, une pièce commémorative en argent dédiée à l'église Shoana a été frappée.